# 中込真理子
中込 真理子（なかごみ まりこ、1985年1月30日 - ）は、フリーアナウンサー。フリップアップに所属していた。元山梨放送 (YBS) アナウンサー。

## 人物
山梨県南アルプス市出身。山梨県立白根高等学校を経て横浜国立大学経営学部国際経営学科卒業。
高校時代からクリエートジャパンエージェンシーに所属し、広告モデルとして活動。「エリス」や「FOMA N2102V」のテレビCMに出演したことがある。
大学1年の時に、ミス横浜国立大学、ミスキャンパスナビグランプリを相次いで受賞。大学3年の時にはフジテレビ「アナトレ」を受講し、第9期学生キャスターとして『BSフジNEWS』に出演した。
2007年、山梨放送にアナウンサーとして入社。同期は原香緒里。アナウンサーブログでは毎回短歌を披露していた。
2011年3月をもって山梨放送を退社し、翌2012年にフリーに転身した。
2014年春に一般男性と結婚。
趣味はテニス、手紙を書くこと。特技はピアノ。

## フリー転向後のレギュラー番組
- TBS・BS-TBS「スッピン!」ナレーション
- JFN「OH! HAPPY MORNING」パーソナリティ（水・木、2012年10月3日 - 2013年3月）
- ラジオNIKKEI「パノラマ マンボナイト」パーソナリティ、ナカゴメス真理子名義で出演（毎月最終土曜日、2012年10月27日 - 2013年3月）

## 山梨放送時代の担当番組
- 週末仕掛人 ヤマナシプロデュース（アシスタントMC）
- Talk魂765 Go!Go!イチ（水・木曜パーソナリティ、2009年4月 - ）
- YBSワイドニュース（土曜日キャスター、2008年4月 - 2009年4月）
- 暗闇で逢いましょう（アシスタント、2007年7月 - 2010年3月）
- VENTスポ!（リポーター、2008年4月 - 2009年3月）
- Precious（パーソナリティ、2009年4月 - 2010年3月）
- 日本テレビ「ミヤネVS美男美女アナ NGハプニング感謝祭」（山梨放送代表、2010年3月21日）